# Heteroserolis pellucida
Heteroserolis pellucida är en kräftdjursart som beskrevs av Bruce 2009. Heteroserolis pellucida ingår i släktet Heteroserolis och familjen Serolidae. Inga underarter finns listade i Catalogue of Life.